# Veszprém (provins)
Veszprém er en af de 19 provinser i Ungarn. Provinsen har et areal på 4.613 kvadratkilometer, og et indbyggertal (pr. 2008) på 361.620. Veszpréms hovedstad er byen Veszprém, der også er provinsens største by.
47°10′N 17°45′Ø / 47.17°N 17.75°Ø